# Cueta externa
Cueta externa är en insektsart som beskrevs av Navás 1914. Cueta externa ingår i släktet Cueta och familjen myrlejonsländor. Inga underarter finns listade i Catalogue of Life.